# Валдербах
Валдербах (њем. Walderbach) општина је у њемачкој савезној држави Баварска. Једно је од 38 општинских средишта округа Кам. Према процјени из 2010. у општини је живјело 2.104 становника. Посједује регионалну шифру (AGS) 9372170.

## Географски и демографски подаци
Валдербах се налази у савезној држави Баварска у округу Кам. Општина се налази на надморској висини од 369 метара. Површина општине износи 27,0 km². У самом мјесту је, према процјени из 2010. године, живјело 2.104 становника. Просјечна густина становништва износи 78 становника/km².